# Phyllophaga reventazona
Phyllophaga reventazona är en skalbaggsart som beskrevs av Saylor 1936. Phyllophaga reventazona ingår i släktet Phyllophaga och familjen Melolonthidae. Inga underarter finns listade i Catalogue of Life.